# トランスルーセント
トランスルーセント（英: translucent）とは、光を通す半透明であるという形容詞であり、近年流行しているデザインに取り入れられた光を活かす性質のプラスティック素材を使われた製品でよく使われる言葉である。このような製品の出始めにはスケルトンと呼ばれることもあったが、本来のスケルトンとは厳密には異なるためトランスルーセントという言葉が使用されるようになった。
なお、「トランスルーセント（半透明）」と「トランスペアレント（透明）」の違いについては透明#濁っていないことを参照のこと。
また、透明感のある化粧についても用いられる語である。

## PCなどにおけるトランスルーセント
macOSやWindows VistaでもGUIパーツのトランスルーセント化が行われている。画像処理ソフトでは、アルファチャンネルで透明度を扱うことが出来る。

## ギャラリー

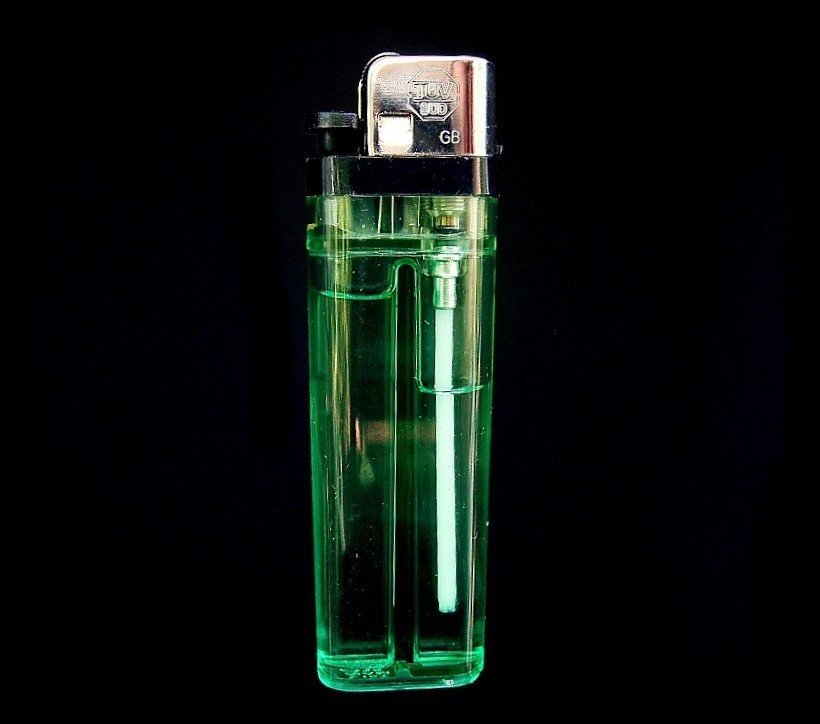
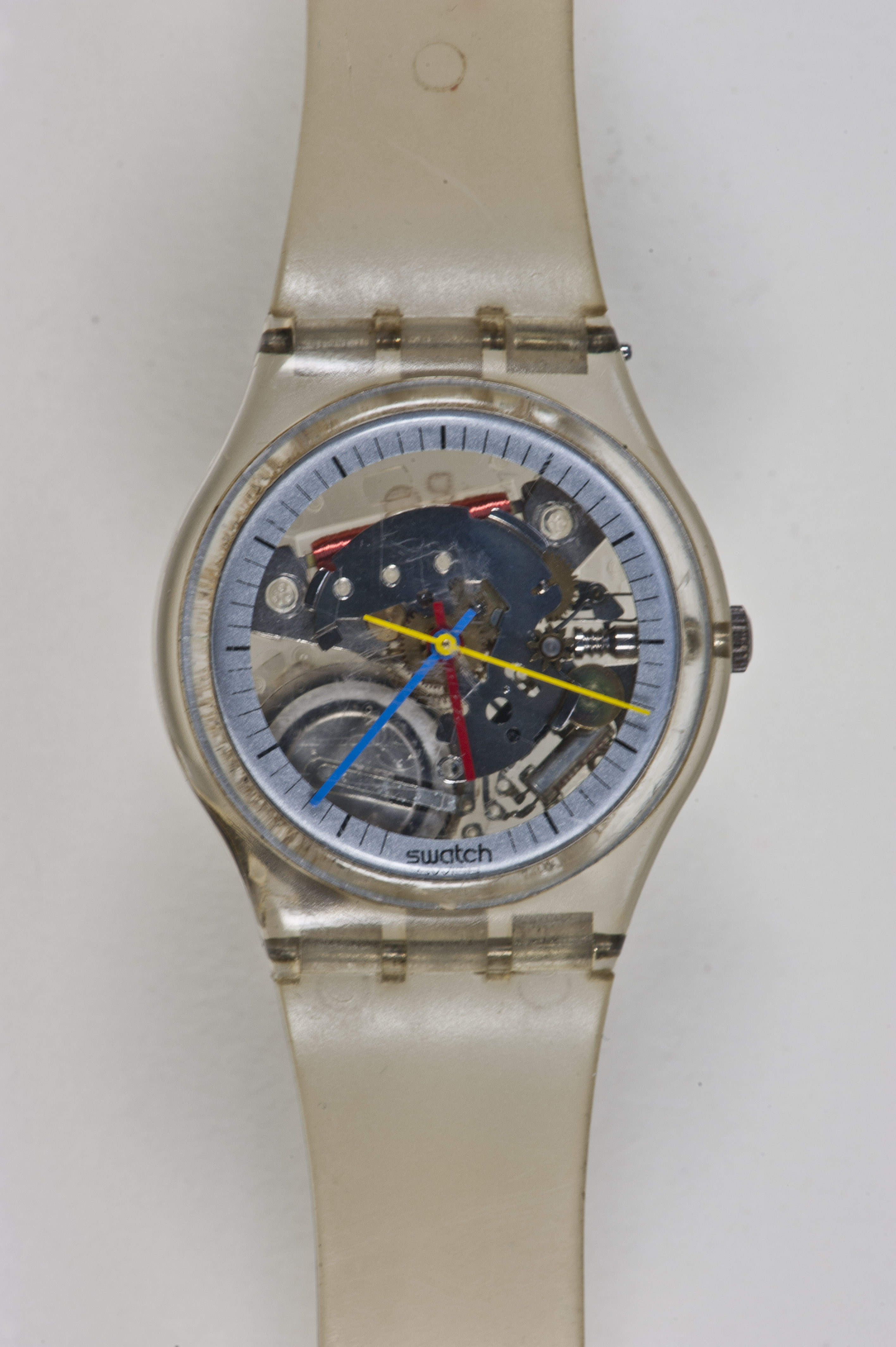
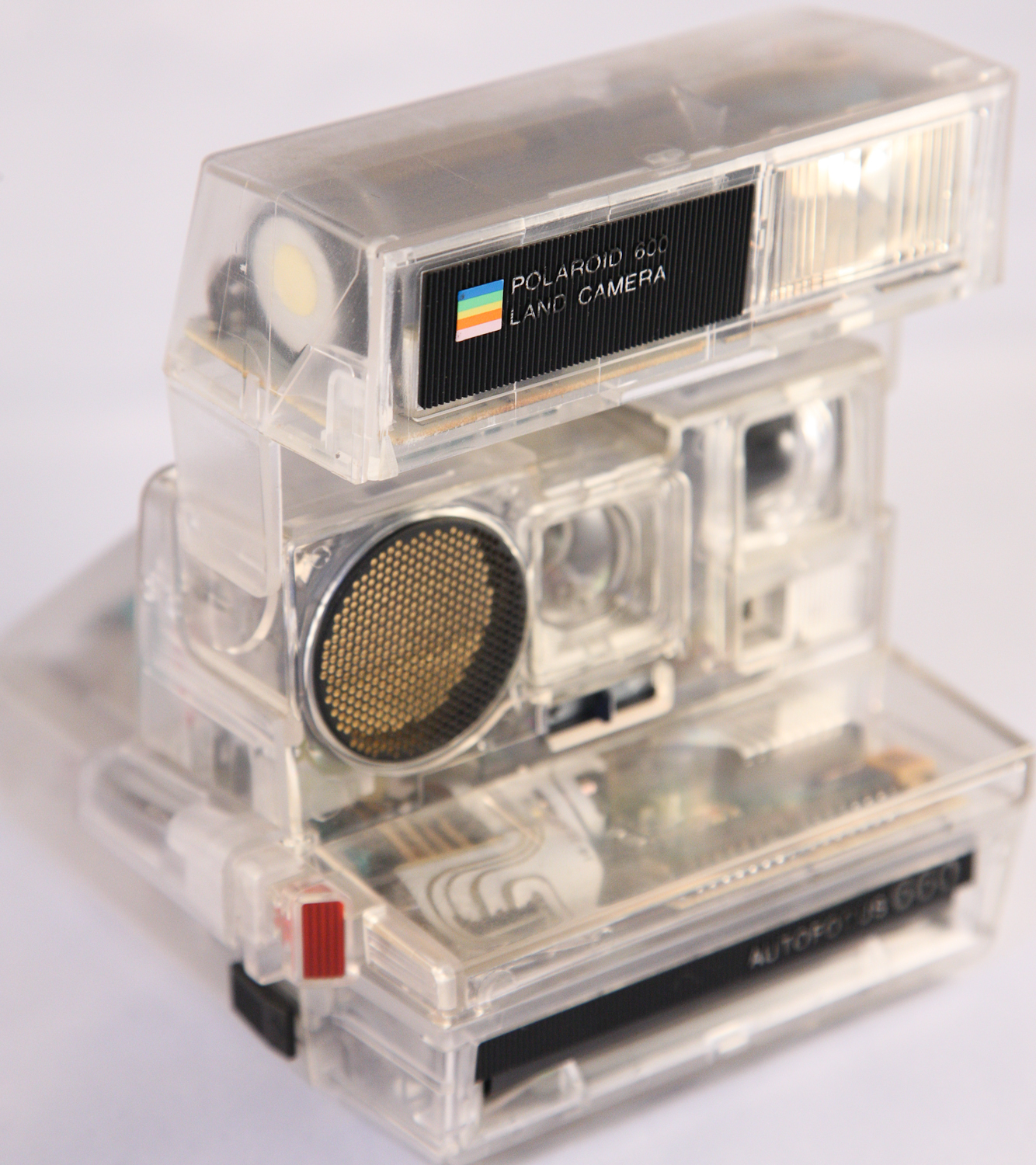
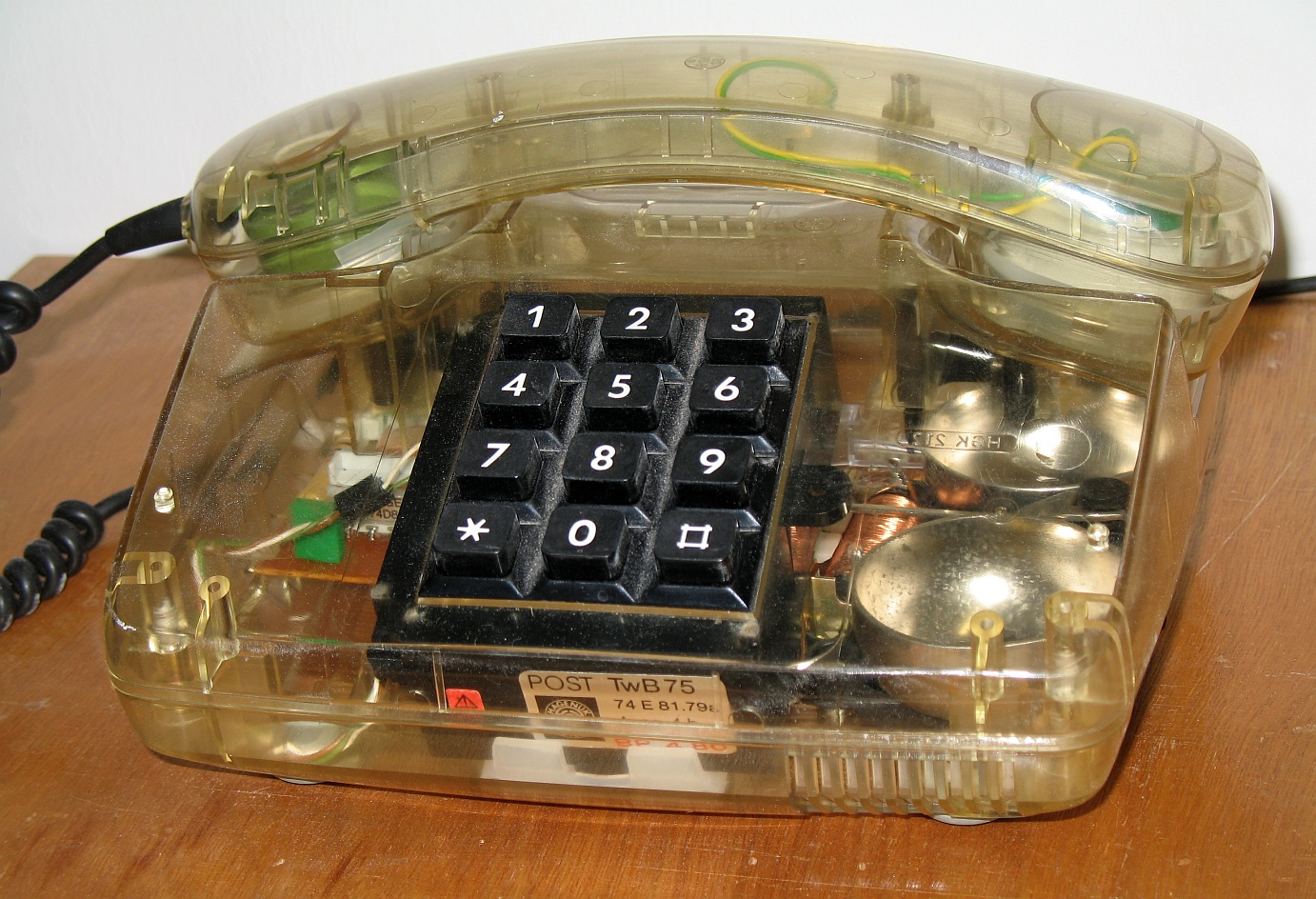
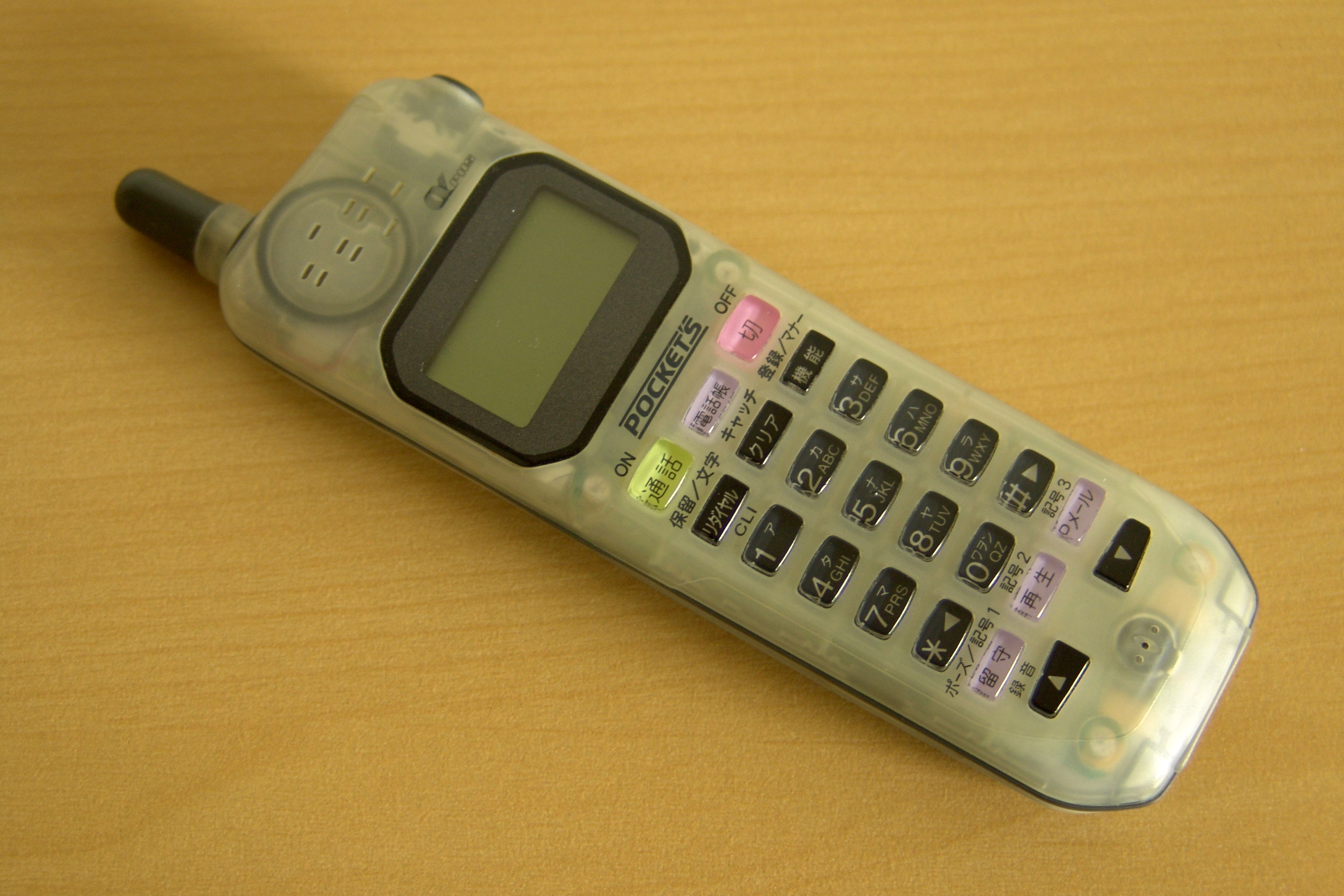
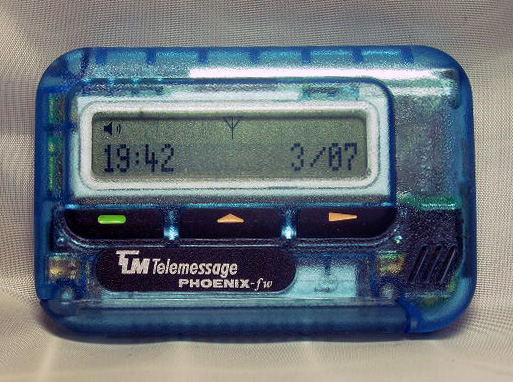
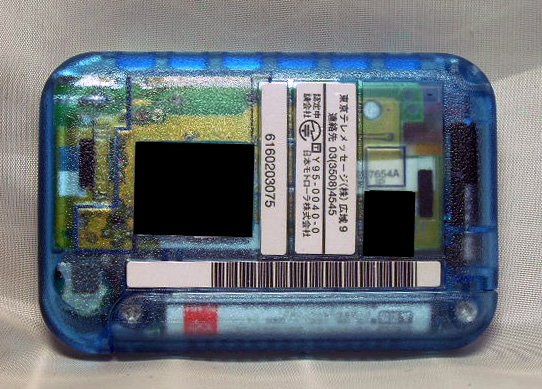
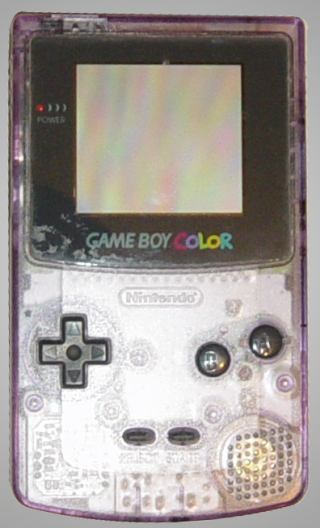
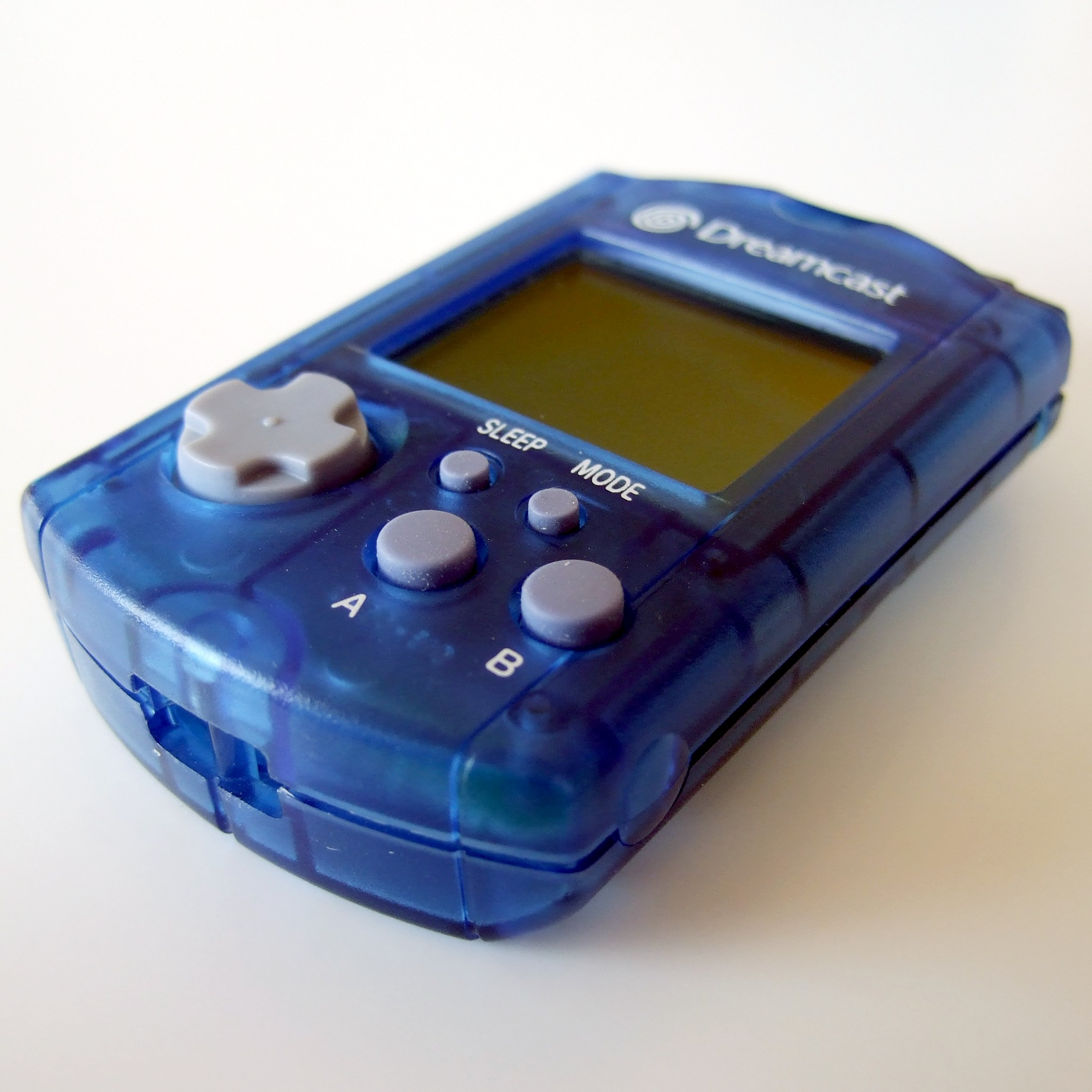
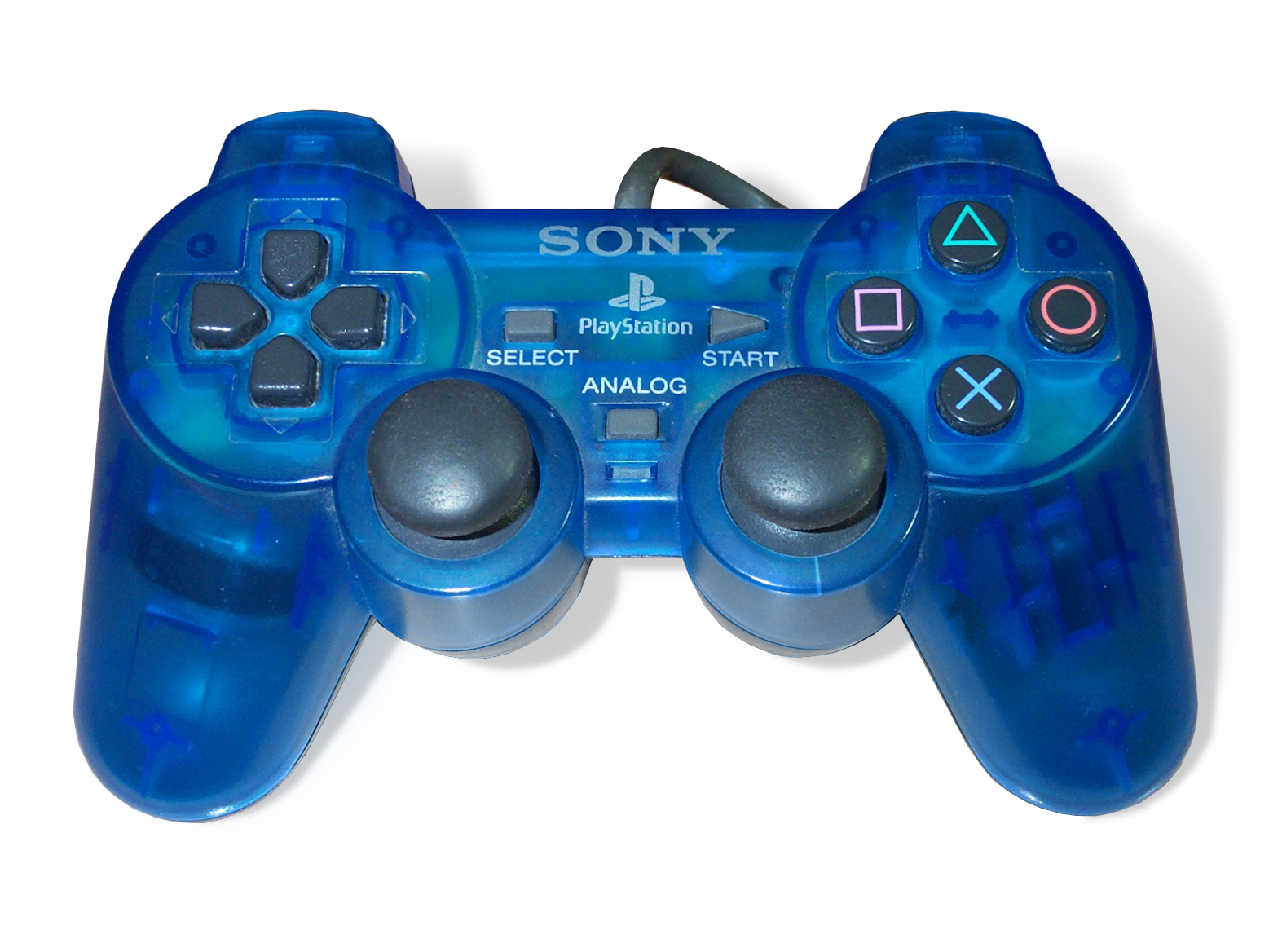
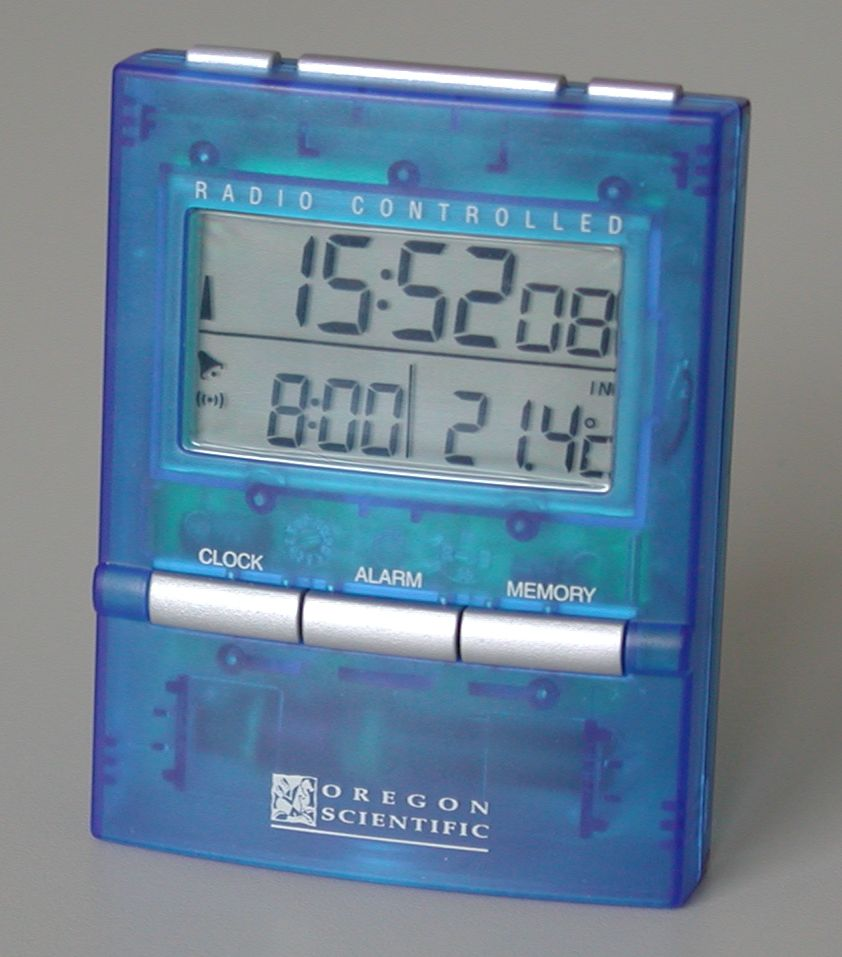
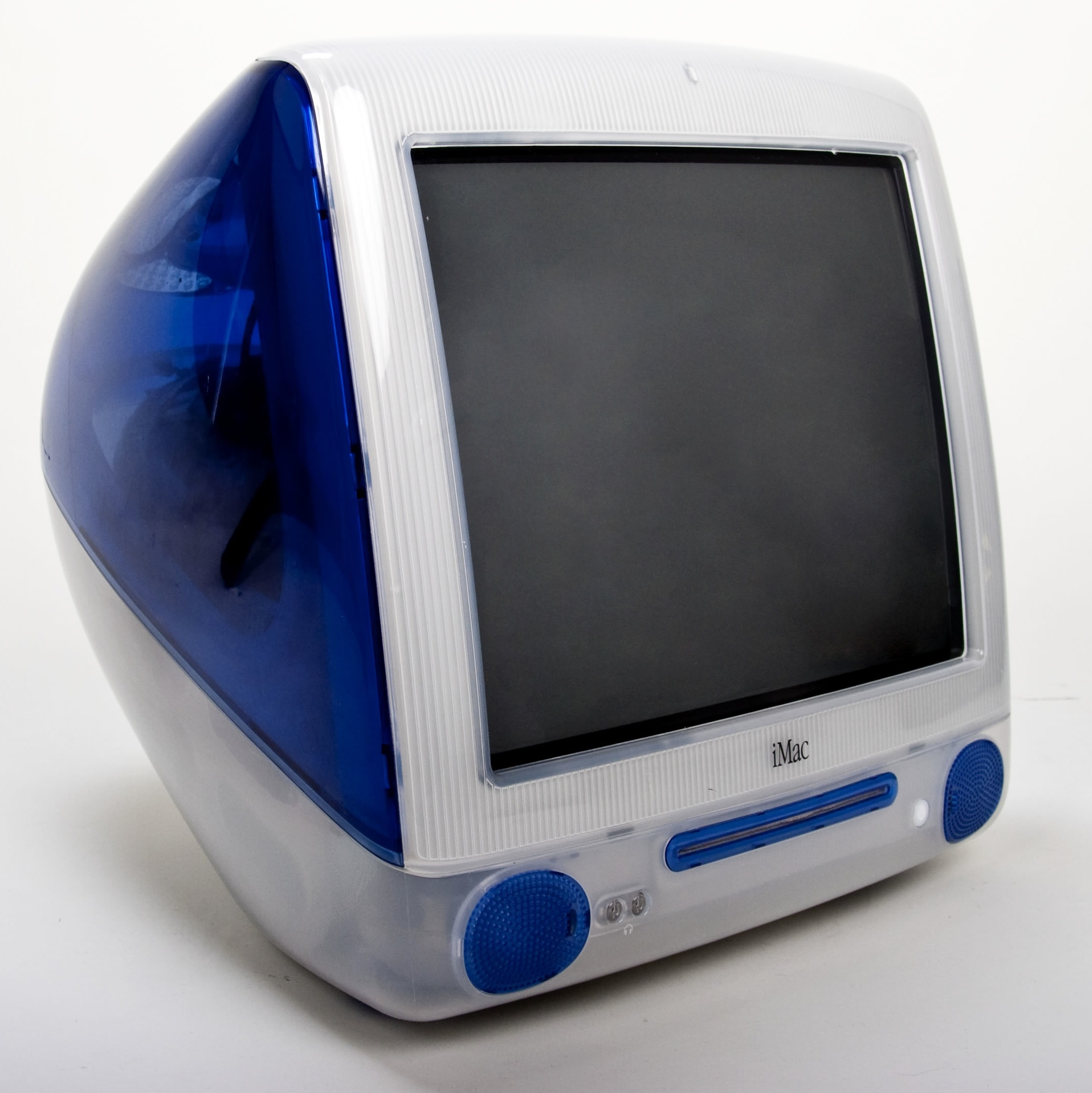
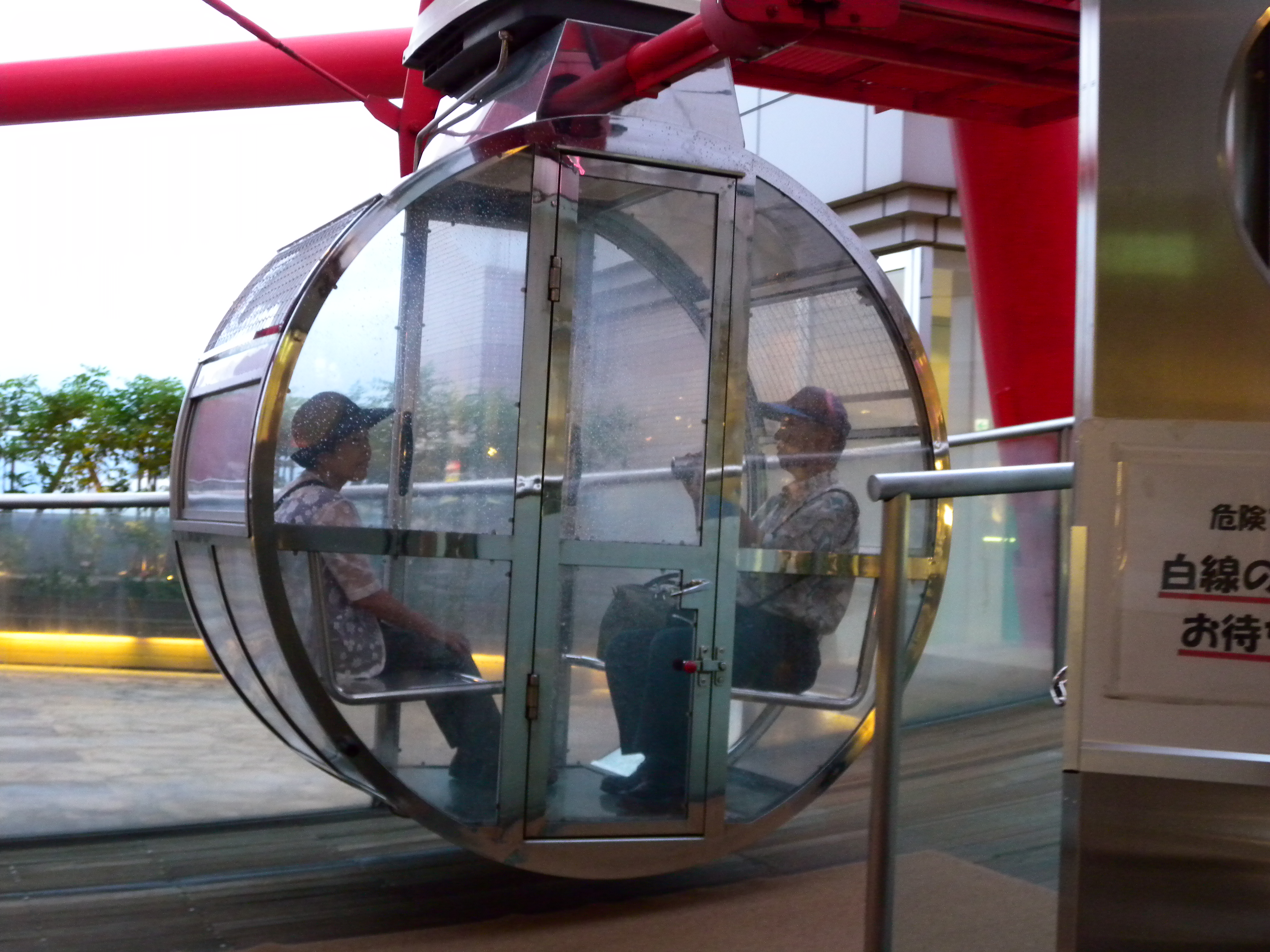